# Phrygionis politata
Phrygionis politata là một loài bướm đêm trong họ Geometridae.